# 学校法人立教学院
学校法人立教学院（がっこうほうじんりっきょうがくいん）は、大学、高等学校、中学校、小学校を運営する学校法人。日本聖公会系のキリスト教主義学校（ミッションスクール）。本部は東京都豊島区西池袋。

## 概要
西暦597年、ローマから英国に派遣されたオーガスティンの初代カンタベリー大主教着座からの流れを汲み、1859年（安政6年）に初代米国総領事タウンゼント・ハリス（聖公会信徒）の支援によって、プロテスタント初の宣教師、米国聖公会のジョン・リギンズが江戸幕府・岡部駿河守長常の要請から長崎・崇福寺に日本の嚆矢となる英学私塾を開設し、チャニング・ウィリアムズとともに英学教育を創始したことを起源とする。この塾は日本におけるミッションスクールの起りである。
1869年（明治2年）にウィリアムズは大阪・川口の与力町の自室に小礼拝堂（ミッション・チャペル）と私塾（翌年、英学講義所となる。後の大阪・英和学舎、立教大学の前身の一つ）を開き、英語礼拝と英語教授を開始。
1874年（明治7年）には、ウィリアムズは東京・築地で私塾「立教学校」を開設し、現在の立教小、中、高、大各学校へと歴史を繋いでいる。
英国国教会（英国聖公会）を淵源とする米国聖公会が設立した学校であるが、長崎でミッションを開設した当初からルーツである英国国教会とは、同じ聖公会として連携を行い、1887年（明治20年）に、英国国教会のエドワード・ビカステスと米国聖公会のウィリアムズの尽力によって日本において英・米のミッションを合同し、日本聖公会を設立。立教学院は、英国国教会と米国聖公会を母体として成立した学校法人で、英国の伝統的なパブリックスクールと中世ヨーロッパ以来のリベラル・アーツ教育の伝統を受け継いでいる。
1951年（昭和26年）に、財団法人から学校法人への組織変更がなされ、八代斌助が理事長に就き、山際正道（第20代日本銀行総裁）が理事及び財務理事を務め経営を支えた。

## 年表
| 年号 | 沿革 |
| ---- | --- |
| 1859 | タウンゼント・ハリスの支援のもと江戸幕府の長崎奉行・岡部駿河守長常の要請で、米国聖公会のジョン・リギンズとチャニング・ウィリアムズが長崎・崇福寺広徳院に立教大学の源流となる私塾を創設し、英学教育を創始。                          |
| 1860 | リギンズが日本の先駆けとなる英学会話書を執筆し、現行のローマ字綴りを編み出す。米国聖公会のハインリッヒ・シュミットが長崎に診療所とともに医学塾、英語塾を設立。                                                                      |
| 1863 | 英国国教会のマイケル・ベイリーが横浜に英語塾を設立。 |
| 1869 | 英国聖公会宣教協会(CMS)のジョージ・エンソルが長崎に英学稽古所を設立。ウィリアムズが大阪・川口の与力町の自室に小礼拝堂（ミッション・チャペル）と私塾（翌年、英学講義所となる。後の大阪・英和学舎）を開き、英語礼拝と英語教授を開始。 |
| 1870 | ウィリアムズが大阪・川口の与力町に英学講義所（後の大阪・英和学舎）を設立。 |
| 1873 | 米国聖公会のチャールズ・ニューマンが来日し東京・赤坂の陽泉寺を拠点として活動。米国聖公会のクレメント・ブランシェとウィリアム・クーパーも来日。                                                                                      |
| 1874 | ウィリアムズが東京・築地居留地付近に立教学校（第1次）設立。ブランシェ、クーパー、ニューマンの諸氏が主として教授を務める |
| 1875 | 島田弟丸とウィリアム・ライトが麹町に乙亥学社（イギリス海外福音伝道会／SPGの日本最初の英学塾）を開設。 |
| 1877 | 中島彬夫が大阪・北浜に英学私塾・風雲館を設立。 |
| 1878 | CMSのジョン・パイパーが築地居留地52番に聖保羅教会（セントポール教会）を創設。 |
| 1879 | CMSのハーバート・モーンドレルが長崎に出島・英和学校を設立（1883年閉校）。SPGのアレクサンダー・ショーとウィリアム・ライトが東京・芝栄町に聖教社を設立（1883年休業）。ジョン・パイパーが聖保羅教会の隣に明教学校を創設。              |
| 1880 | 風雲館が大阪・英和学舎と合併。ジェームズ・ガーディナーが来日し立教学校の校長に就任。 |
| 1883 | 築地外国人居留地37番に前年末にガーディナー設計により完成したゴシック風レンガ校舎にて、立教大学校（教育令による旧制大学）を設立。校長にガーディナーが就任。立教学校（第1次）は閉校。                                                 |
| 1887 | 英国国教会のエドワード・ビカステスと米国聖公会のウィリアムズの尽力により日本で英国国教会と米国聖公会が合同し、日本聖公会を設立。大阪・英和学舎が立教大学校と合併。奈良英和学校を設立（1901年閉校）。                                |
| 1889 | 築地居留地39番にガーディナー設計の築地・聖三一大聖堂（立教教会）が完成。 |
| 1890 | 立教大学校を立教学校（第2次）と改称。アメリカ合衆国式のカレッジから日本式の組織へ改組。 |
| 1892 | 東京・芝栄町に聖安得烈学院を設立（1903年閉校）。 |
| 1896 | 立教学校（第2次）を廃し、立教専修学校・立教尋常中学校を設置。 |
| 1897 | 立教英語専修学校を開設（1903年閉校）。 |
| 1899 | 島田三郎の尽力により立教尋常中学校が認可。中学校令により、立教尋常中学校を立教中学校と改称。築地明石町に新校舎落成。立教学院が成立し、アーサー・ロイドが総理に就任。                                                                |
| 1900 | アーサー・ロイドが私費を投じて苦学生の自活のために築地に活版印刷所である立教学院活版部（Rikkyo Gakuin Press）を設立。 |
| 1901 | 立教専修学校閉校。 |
| 1906 | 清国人留学生のための志成学校を開設（1917年頃廃止）。 |
| 1907 | タッカーの尽力により専門学校令による専門学校となり、再び立教大学と改称。文科、商科、予科を設置。 |
| 1911 | 財団法人日本聖公会教学財団設立。 |
| 1918 | 池袋へ移転。本館、図書館、寄宿舎（現2号館、3号館）、食堂竣工。 |
| 1921 | 財団法人日本聖公会教学財団を財団法人聖公会教育財団と改称。 |
| 1922 | 大学令による立教大学を設立。文学部（英文科、哲学科）、商学部、予科を発足。 |
| 1923 | 関東大震災により築地キャンパス壊滅し、立教中学校が池袋へ移転。 |
| 1931 | 財団法人聖公会教育財団を財団法人立教学院と財団法人聖公会神学院に分離。 |
| 1940 | 日米関係の悪化により、米国聖公会の経営から邦人による経営に移行。 |
| 1943 | チャペル閉鎖。 |
| 1944 | 立教理科専門学校を設置。 |
| 1945 | 理科専門学校を工業理科専門学校に改組。 |
| 1948 | 立教工業理科専門学校を閉鎖（1950年廃止）。新制中学校、高等学校、小学校開設。 |
| 1949 | 新制大学として認可・発足。文学部、経済学部、理学部。 |
| 1951 | 学校法人立教学院の設置が認可され、財団法人から組織変更。旧制立教大学閉学。 |
| 1958 | 社会学部設置。 |
| 1959 | 法学部設置。 |
| 1960 | 高等学校を新座市へ移転。 |
| 1978 | 法学部社会人入試実施。 |
| 1990 | 新座キャンパス開設。 |
| 1997 | 全学共通カリキュラム開始。 |
| 1998 | 新座キャンパスを武蔵野新座キャンパスへ改称。観光学部・コミュニティ福祉学部設置。 |
| 2000 | 立教池袋高等学校開設。立教新座中学校開設。 |
| 2002 | 大学院独立研究科（ビジネスデザイン研究科、21世紀社会デザイン研究科、異文化コミュニケーション研究科）発足。 |
| 2004 | 法科大学院設置。 |
| 2006 | 武蔵野新座キャンパスを新座キャンパスへ改称。経営学部、現代心理学部設置。 |
| 2008 | 異文化コミュニケーション学部設置。立教セカンドステージ大学開校。 |
| 2009 | キリスト教学研究科設置。 |
| 2017 | Global Liberal Arts Program (GLAP) 設置。 |
| 2020 | 人工知能科学研究科設置。 |
| 2023 | スポーツウエルネス学部設置。 |

## 設置校
- 立教大学
- 立教池袋中学校・高等学校
- 立教新座中学校・高等学校
- 立教小学校

## 関係校
- 立教英国学院
- 学校法人立教女学院
- 聖路加国際大学
- 香蘭女学校中等科・高等科